# Propionato de isobutilo
El propionato de butilo es un compuesto orgánico en forma de éster del ácido propanoico. Se emplea en la industria alimentaria y cosmética como un aromatizante. Generalmente aporta aromas similares al extracto de ron.
Es el responsable del sabor artificial a ron en los helados sabor a ron con pasas, para evitar usar ron natural y de esta forma poder ofrecerlo a niños, mujeres embarazadas y conductores de vehículos ya que no contiene alcohol.